# Vimercate
Vimercate ( výslovnost [vimerˈkaːte]; latinsky k roku 745 Vicus mercado, tj. obchodní ves) je italské město v oblasti Lombardie v provincii Monza a Brianza, asi 25 km od Milána a 10 km od Monzy.

## Historie
Římané zde založili vojenský tábor (castrum) při řece Molgoře. Kromě archeologických nálezů, vystavených v muzeu, se dochovaly antické mostní pilíře a část obranné věže, po středověké přestavbě byl most zasvěcen sv. Rochovi. Ostatní stavby byly zbořeny při vpádech barbarů od 4. do 8. století; z nich Langobardi se zde usadili a vytvořili etnický základ současného obyvatelstva celé provincie.
Obyvatelé města se vyznamenali za druhé světové války pasivní rezistencí proti fašismu. V současnosti to je moderní průmyslové město.

## Památky

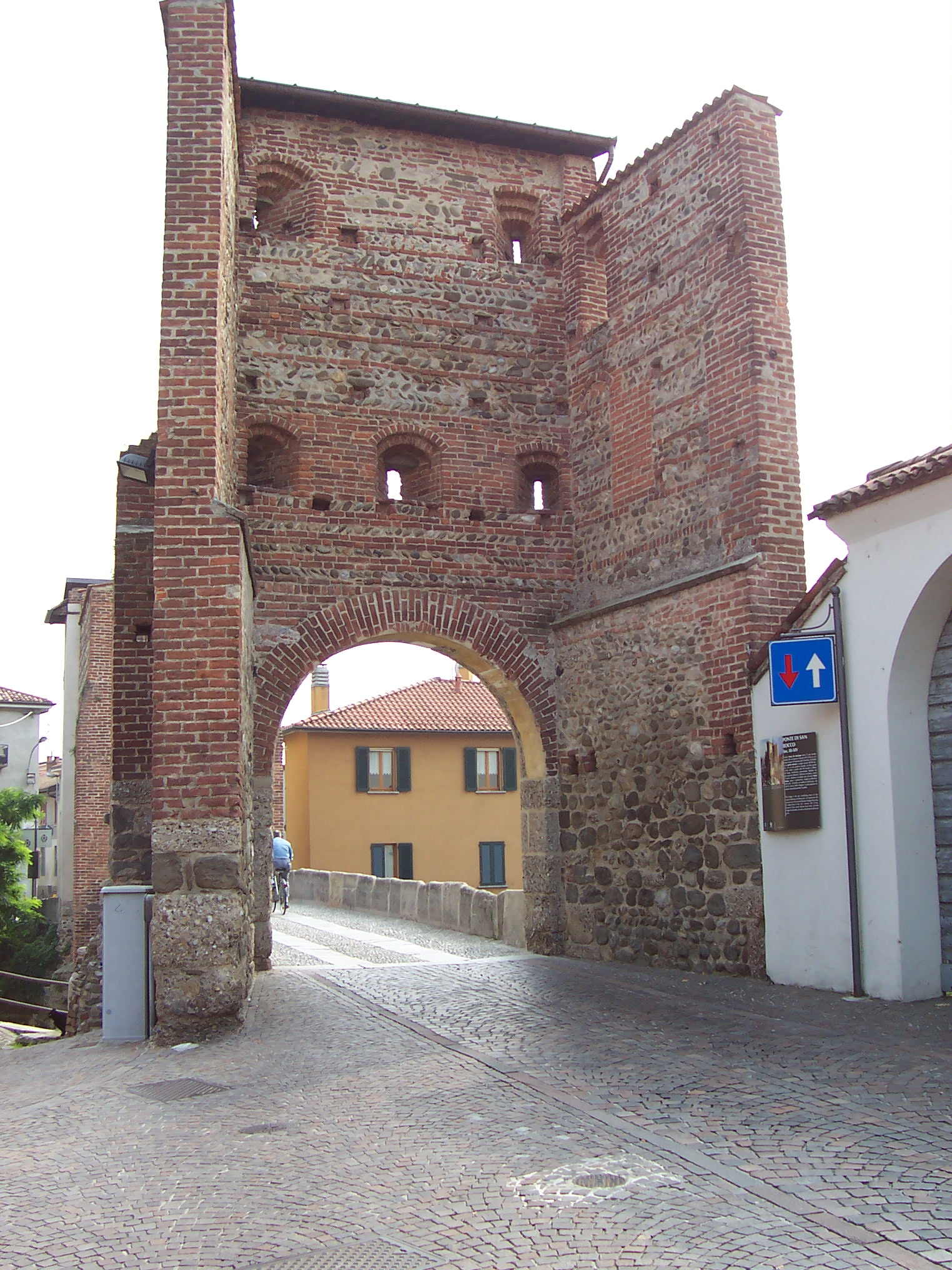
Římská obranná věž mostu sv. Rocha ze 3.–4. století

- Most sv. Rocha přes řeku Molgoru (Ponte di San Rocco) – cenná antická římská stavba, konstrukce vícekrát opravovaná
- Kolegiátní kostel Sv. Štěpána, bazilika, založená v 7. století a přestavěná ve 13. století, k bohoslužbám slouží jen dvakrát ročně: 13. června při slavnosti světce, který je patronem města, a o Vánocích.
- Farní kostel Panny Marie Růžencové (Santuario della Beata Vergine del Rosario), založen asi roku 1000, kompletně přestavěn v letech 1628–1688, zvonice byla dokončena v roce 1700.
- Palác Trottiů (Palazzo Trotti), letní vila lombardské šlechtické rodiny; v 16. století sídlo hrabat Borelly, od 17. století v majetku rodiny Trottiů, nyní radnice; uvnitř barokní fresky ze 17. stoletíː tři sály v přízemí (Herkulův, Kleopatřin, Semiramidek), v prvním patře sál Minervy; v Bakchově sále obrazy namaloval mj. Carlo Donelli (1661–1715). Většinu maleb vytvořil italsko-švýcarský malíř Giuseppe Antonio Felice Orelli. Fasáda je z 19. století.
- Vila Sottocasa, barokní vila sídlo muzea MUST
- Oreno, místní část, původně samostatná obec:
  - Klášter založený v 11. století, později minoritů sv. Františka
  - Kostel Sv. Michala,
  - Vila rodiny Gallarati Scotti – rozlehlý palác, upravený k roku 1790
  - Vila Borromeo.
- Torri bianche (Bílé věže) – tři mrakodrapy, vyznačující obchodní čtvrť města

## Rodáci
- Gian Giacomo Caprotti da Oreno, zvaný Salaì (1480–1524) – renesanční malíř , žák Leonarda da Vinci
- Agostino Borromeo (* 1944) italský historik a vysokoškolský pedagog
- Lorenzo Colombo (* 2002) italský fotbalový útočník AC Milán

## Galerie

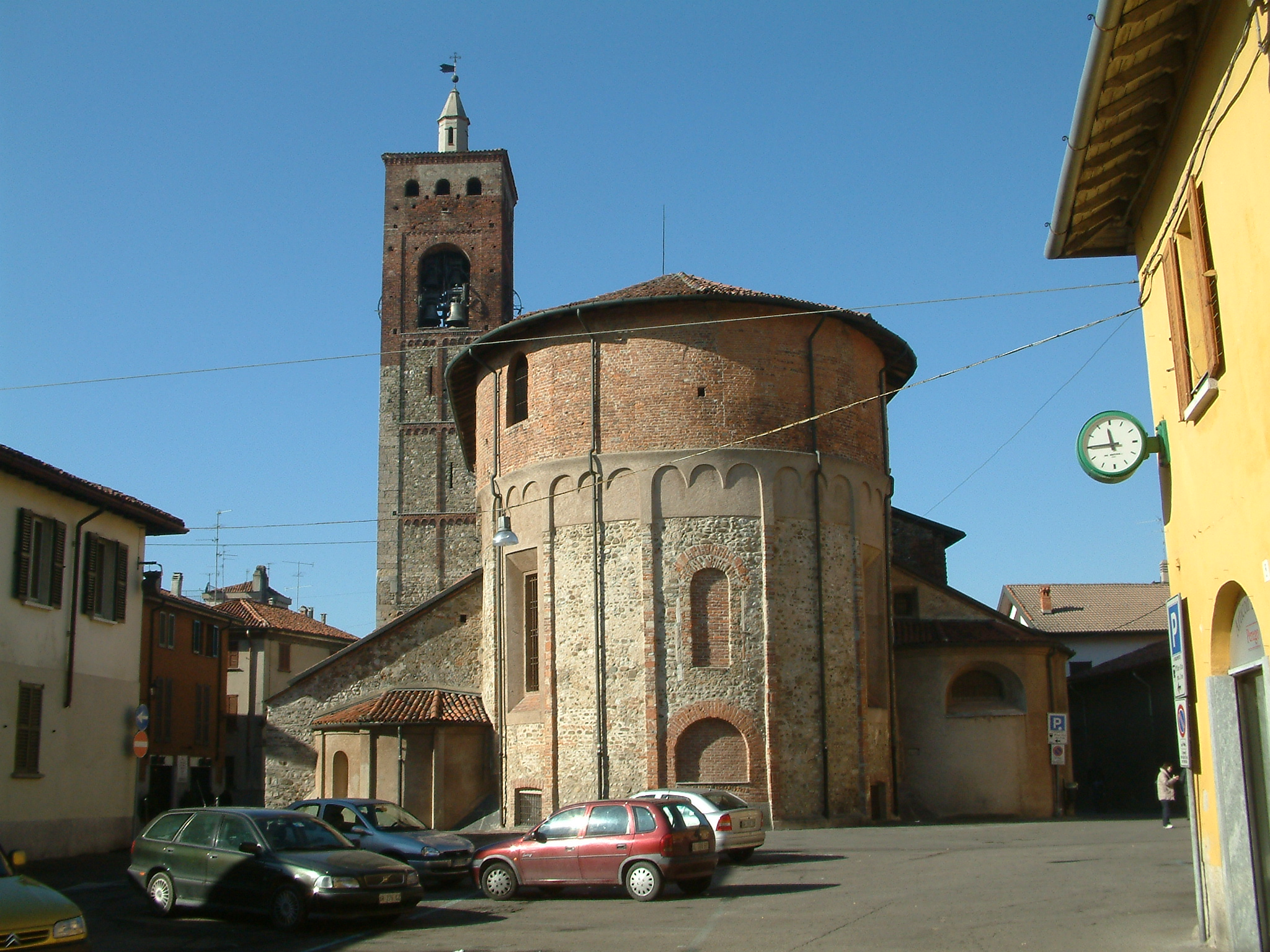
Kostel Sv. Štěpána
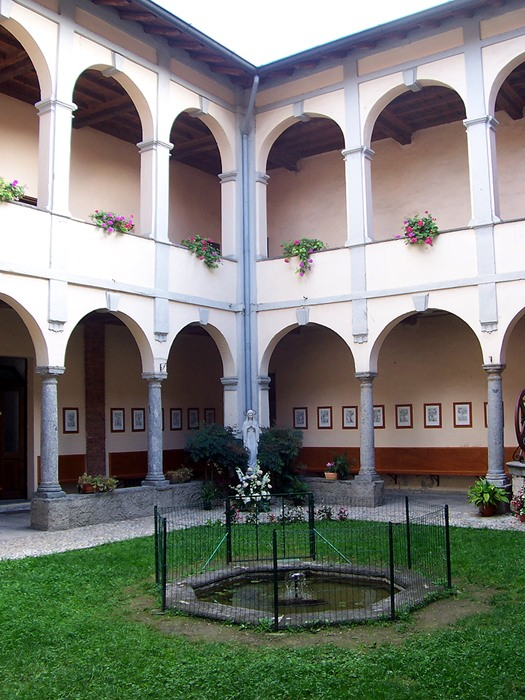
Ambit kláštera sv. Františka, Oreno
Kostel sv. Michala, Oreno
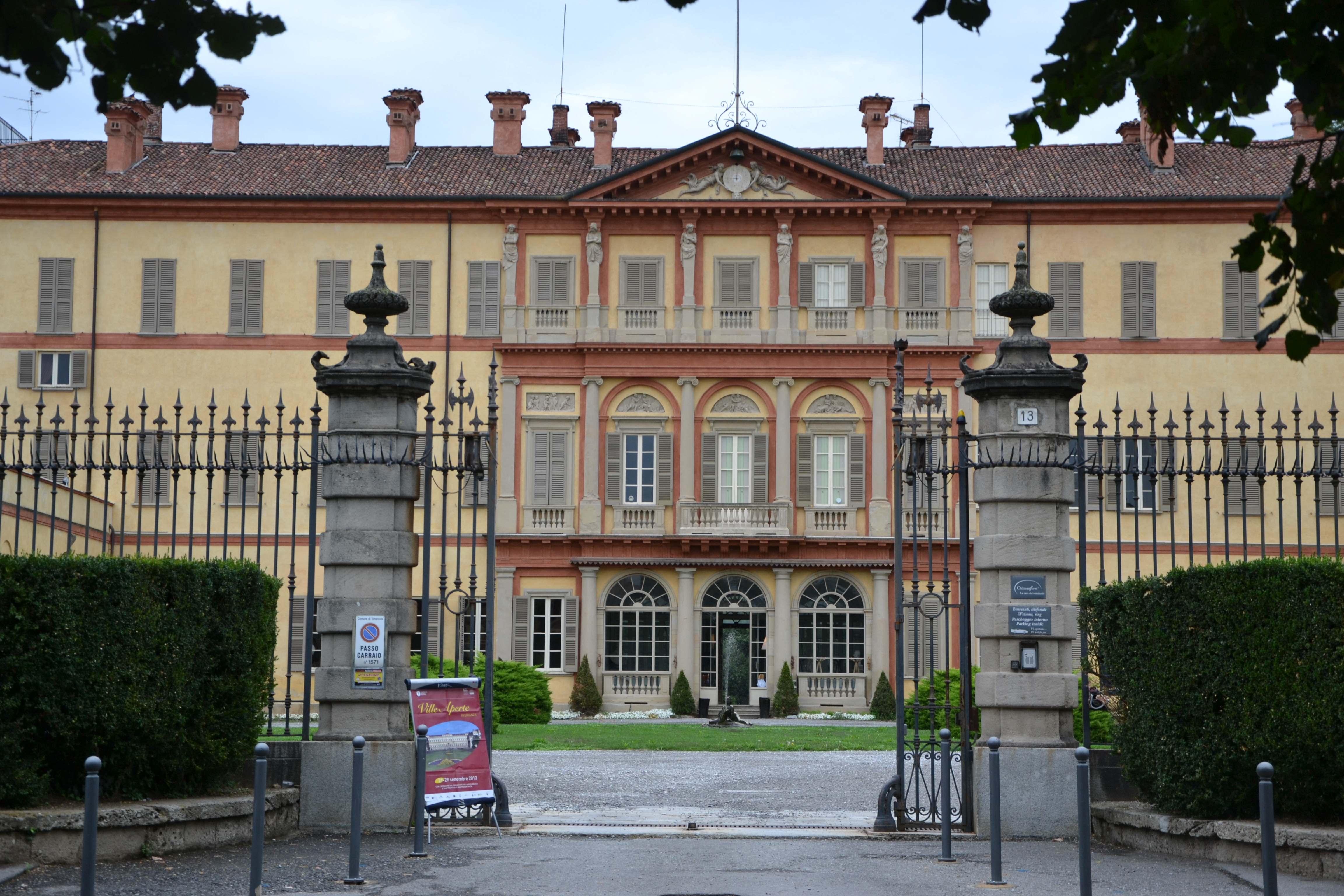
Villa Gallarati Scotti, Oreno
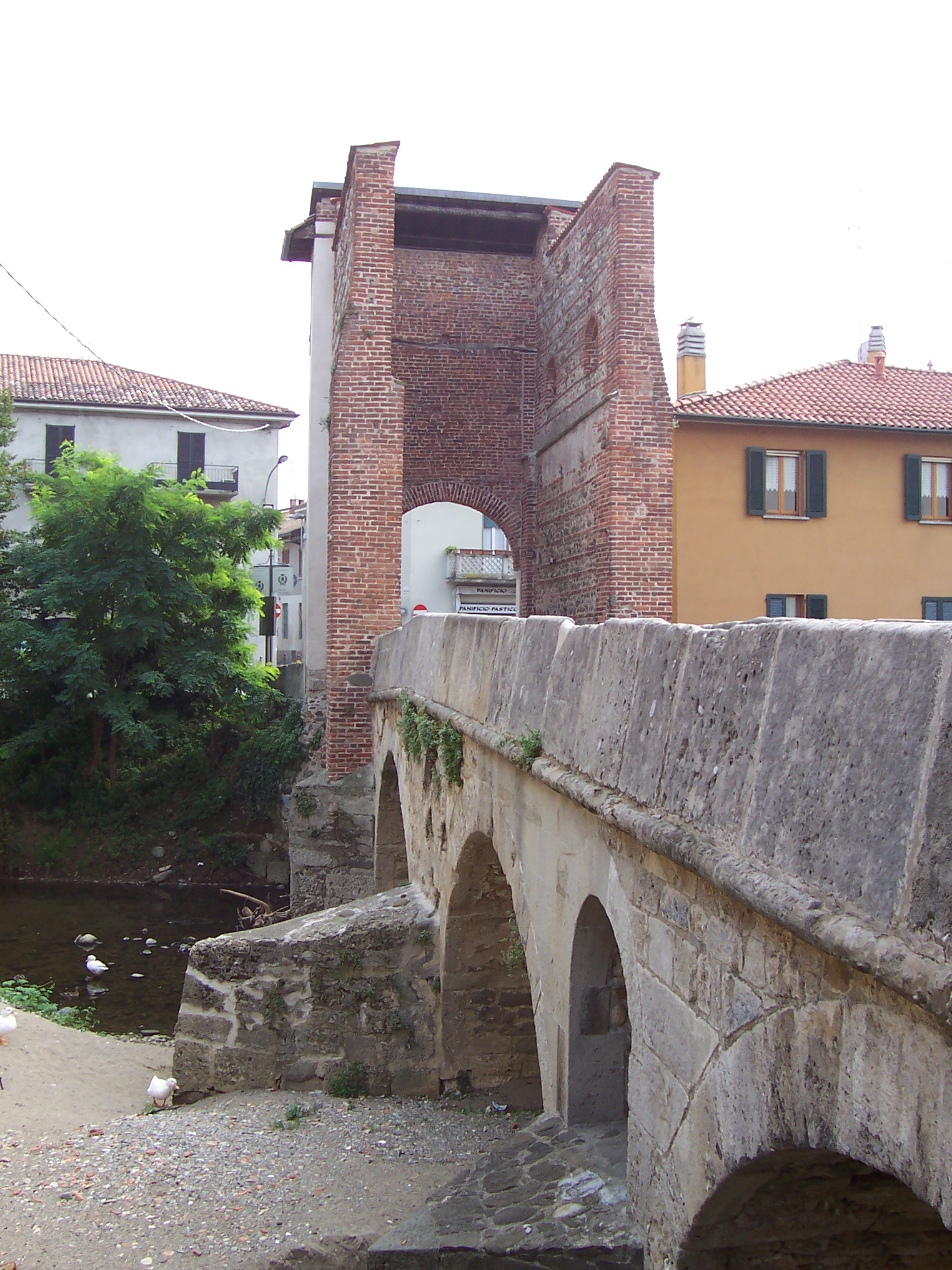
Most sv. Rocha